# Costifrons rufolineatus
Costifrons rufolineatus là một loài tò vò trong họ Ichneumonidae.